# El Paso megye (Colorado)
El Paso megye az Amerikai Egyesült Államokban, azon belül Colorado államban található. Megyeszékhelye és legnagyobb városa Colorado Springs. Lakosainak száma 730 395 fő (2020. április 1.). El Paso megye Douglas, Elbert, Lincoln, Crowley, Pueblo, Fremont és Teller megyékkel határos.

## Népesség
A megye népességének változása:
| Lakosok száma | 626 691 | 636 878 | 645 439 | 655 044 | 674 471 | 730 395 |
|               | 2010    | 2011    | 2012    | 2013    | 2015    | 2020    |